# Federal Register

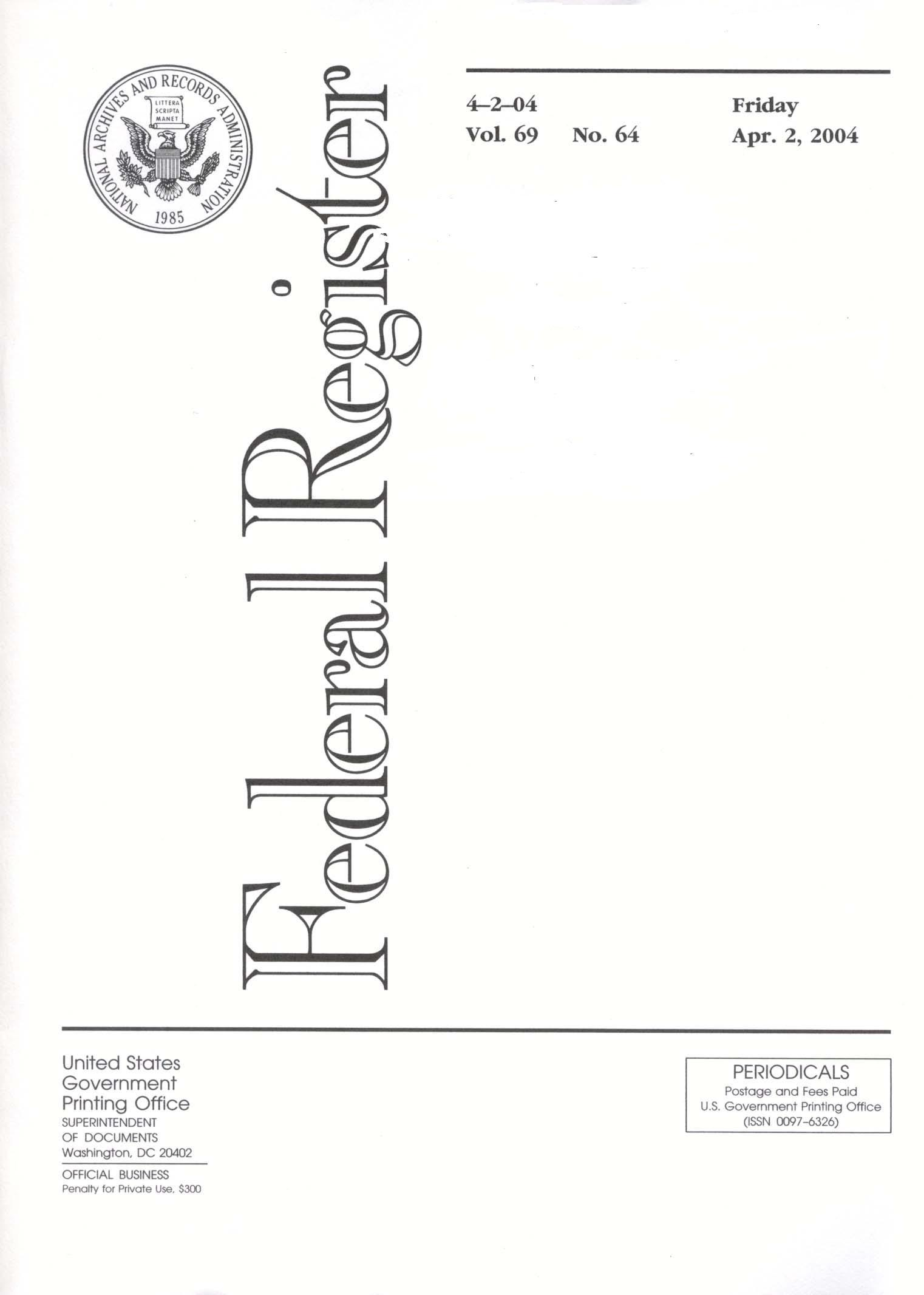
Capa do Federal Register

O Federal Register (abreviado como  Fed. Reg. ou FR, em português: Registro Federal) é o Diário Oficial do Governo Federal dos Estados Unidos da América que desde 14 de março de 1936 contém publicações rotineiras e notificações públicas das agências do governo americano. O diário é publicado pela agência governamental Office of the Federal Register.